# Раст, Марк Эррин
Марк Эррин Раст (англ. Mark Errin Rust; род. 1965, Аделаида, Южная Австралия, Австралия) — австралийский серийный убийца и насильник. Был осуждён за 2 убийства, совершённые в 1999 и 2003 годах. В настоящее время Раст находится под стражей на неопределённый срок.
В мае 2003 года он признал себя виновным в убийстве Майи Якич, совершённом в 1999 году и в убийстве японской студентки Мэгуми Судзуки, совершённом в 2001 году. На том же слушании он признал себя виновным по одному пункту обвинения в нападении, непристойном поведении и изнасиловании, совершённых примерно в то же время. Впоследствии Верховный суд Южной Австралии приговорил его к пожизненному заключению без права на досрочное освобождение за убийства и вместе с этим 12 годам лишения свободы за другие преступления.
Раст имел долгую историю сексуальных преступлений, начиная с раннего подросткового возраста. Глава Совета по условно-досрочному освобождению Фрэнсис Нельсон охарактеризовала Раста как «классический пример эскалации сексуальных преступлений» и призвала сделать программы лечения доступными за пределами тюрьмы, чтобы предотвратить подобные случаи.

## Ранние годы
Раст родился в 1965 году в Аделаиде, Южная Австралия. Он начал следить за женщинами в возрасте 13 лет и впервые был осуждён за преступления на сексуальной почве в 1983 году. В период с 1983 по 1999 год он был осуждён за 11-13 преступлений на сексуальной почве, включая грубую непристойность и неизвестное количество других правонарушений, включая поджоги и незаконное проникновение.
В 1992 году, когда ему было 27 лет, у него диагностировали синдром Клайнфельтера, что выражается в том, что у человека кариотип 47,XXY. Физические симптомы Раста включали бесплодие, маленькие гениталии и трудности в сексуальной жизни. После того, как ему был вынесен обвинительный приговор в убийстве, его диагноз связали с его сексуальными преступлениями. В документальном сериале «Inside the Mind of a Serial Killer» Линда Пападопулос заявила, что его сексуальные преступления, вероятно, возникли из удовольствия, которое он получал, шокируя других своим необычным телосложением, особенно видом гениталий. А в 2004 году, в отчёте о его психиатрическом лечении говорилось, что он находил «более захватывающим мастурбировать перед красивой женщиной, в основном из-за реакции, которую это провоцировало у его жертвы».
В июне 1993 года его отправили в тюрьму за поджог после того, как он устроил пожар в Кенсингтоне, в результате которого был нанесён ущерб на сумму 642 000 долларов.
Он был дважды женат, но оба брака распались. Его второй брак распался за два месяца до того, как он совершил своё первое убийство.

## Убийства
12 апреля 1999 года Раст увидел 30-летнюю Майю Якич, идущую по улице, и остановился в своей машине, чтобы «подвезти и немного повеселиться». Она отказалась. Затем он вышел из машины и обнажился перед ней, после чего она посмеялась над ним. Затем он напал и убил её, бросив её тело в заброшенном полицейском участке Пейнхема. Затем сам Раст связался с полицией, чтобы рассказать им о теле, но его первые две попытки потерпели неудачу. В одной из своих неудачных попыток он оставил записку в полицейском участке Норвуда, которая впоследствии была представлена в качестве доказательства против него.
Изначально его не связали с убийством. Позднее в 1999 году Раста отправили в тюрьму за несвязанное преступление, где он находился до 23 июля 2001 года. Вскоре после освобождения он продолжил свои сексуальные преступления, приставая к женщине, у которой на глазах мастурбировал в Камберленд-парке. Через день после этого преступления, 3 августа 2001 года, он выследил и убил Мэгуми Судзуки, которой было 18 лет.
После убийства Судзуки он выбросил её тело в мусорный бак. Он сообщил об этой детали полиции после своего ареста, что привело к обыску более 10 000 тонн мусора до того, как её тело было обнаружено в декабре 2001 года на объекте по утилизации отходов в Уингфилде. Позже её тело было возвращено в Японию для захоронения. Тело Майи Якич было возвращено в Хорватию, где она была похоронена недалеко от дома своей матери.
Через тринадцать дней после того, как Раст убил Судзуки, 16 августа 2001 года, он изнасиловал женщину на её рабочем месте, но, как сообщается, оставил её в живых, потому что она сделала вид, что получает удовольствие от его нападения.

## Арест и тюремное заключение
Раст был первоначально арестован за изнасилование 16 августа и помещён под стражу. Находясь под следствием, он хвастался убийствами другим преступникам, а также тем, что у него в камере был проигрыватель компакт-дисков Мэгуми Судзуки. В то же время Crime Stoppers проигрывали один из его телефонных звонков в полицию по поводу тела Якич. Знакомый Раста узнал его по голосу и сообщил об этом в полицию. Его почерк позже был связан с запиской, оставленной в полицейском участке Норвуда.
Расту было предъявлено обвинение в убийствах Якич и Судзуки в октябре 2001 года. Он не раскаивался в своих преступлениях. Когда его спросили, почему он убил Сузуки во время психиатрической экспертизы, он ответил: «Потому что убил».
Приказ о запрете СМИ называть виновника убийства, был отменен в мае 2003 года после того, как Раст признал себя виновным по двум пунктам обвинения в убийстве и по одному пункту обвинения в изнасиловании, нападении и грубой непристойности. Судья Найланд впоследствии приговорил его к пожизненному заключению без права досрочного освобождения за убийства и вместе с этим 12 годам лишения свободы за другие преступления.

## Средства массовой информации
Раст был показан в эпизодах документального сериала «Inside the Mind of a Serial Killer» (2015) и «Forensic Investigators» (2004).